# Sem Querer (canção de Ludmilla)
"Sem Querer" é uma canção da cantora e compositora Ludmilla. A canção foi liberada no iTunes no dia 14 de janeiro de 2014 como primeiro single de sua carreira sob seu nome verdadeiro. O videoclipe oficial foi lançado um dia depois. A canção está presente no álbum de estreia da cantora intitulado Hoje, lançado em 2014 pela Warner Music Brasil.

## Promoção
No dia 17 de janeiro de 2014 a cantora apresentou "Sem Querer" no programa televisivo Encontro com Fátima Bernardes da Rede Globo.

## Lista de faixas
- Download digital[5]

1. "Sem Querer" - 2:49

- Download digital - Funk Mix[6]

1. "Sem Querer" (Funk Mix) - 2:45

- CD single[7]

1. "Sem Querer" (Funk Mix) - 2:45
2. "Sem Querer" - 2:49

## Desempenho nas tabelas musicais
| Tabela musical (2014)                       | Melhor posição |
| ------------------------------------------- | -------------- |
| Brasil - (ABPD)                             | 32             |
| Brasil - (Billboard Brasil Hot 100 Airplay) | 43             |